# Artia balansae
Artia balansae är en oleanderväxtart som först beskrevs av Henri Ernest Baillon, och fick sitt nu gällande namn av Pichon apud Guillaumin. Artia balansae ingår i släktet Artia och familjen oleanderväxter. Inga underarter finns listade i Catalogue of Life.